# Pseudotorymus lazulellus
Pseudotorymus lazulellus är en stekelart som först beskrevs av William Harris Ashmead 1890.  Pseudotorymus lazulellus ingår i släktet Pseudotorymus och familjen gallglanssteklar. Inga underarter finns listade i Catalogue of Life.